# محله‌پویی

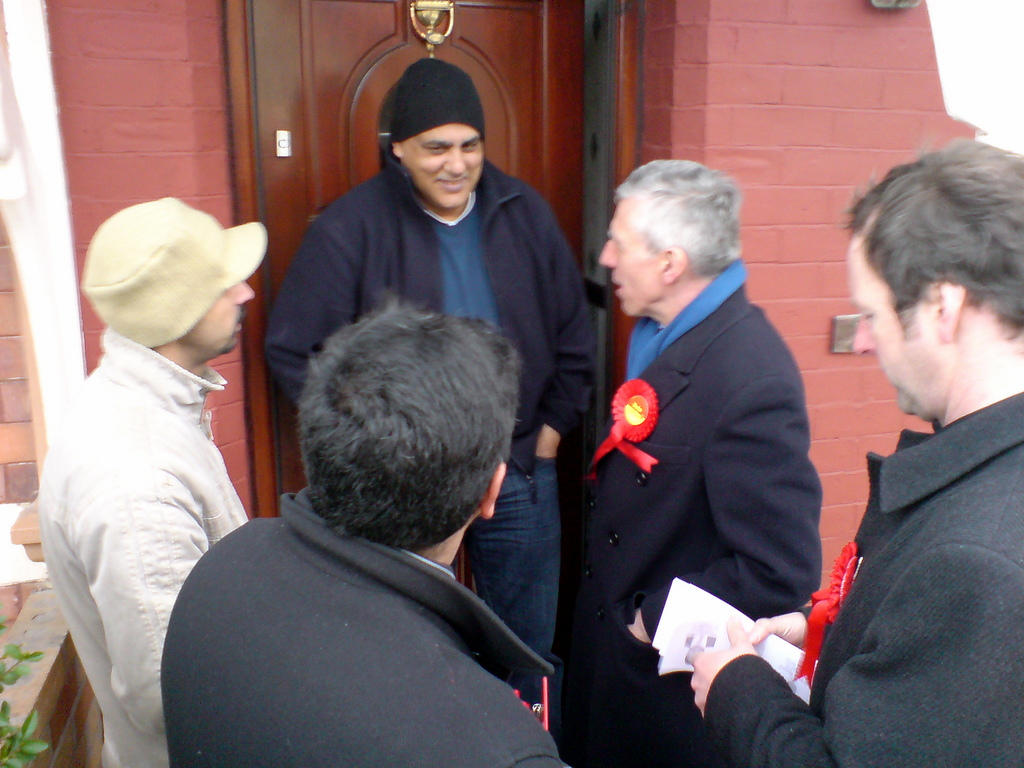
سیاستمدار ارشد حزب کارگر،, جک استراو با مشاوران محلی در بلکبرن محلّه‌پویی می‌کند.

محلّه‌پویی به رهروی نظام‌مند برای تماس مستقیم با افراد معمولی در طول مبارزات سیاسی گفته می‌شود. فعالان سیاسی ممکن است درها را بزنند یا تماس تلفنی برقرار کنند تا فرد را به شرکت در برنامه‌ای ترغیب نمایند.